# Bandy en Tchéquie
Le bandy en Tchéquie diffère un peu du bandy traditionnel.

## Histoire
Un jeu appelé bandy-hockey est né au début des années 1890 dans ce qui allait devenir plus tard la Tchécoslovaquie. Il se jouait sur l'herbe en été et sur la glace en hiver et semble être un mélange du bandy et du hockey sur gazon. Depuis le début des années 1980, il y a de nombreuses tentatives d'introduire le bandy, mais aucun engouement ne s'est créé.

## Aujourd'hui
Le 6 janvier 2014 a eu lieu un Championnat d'Europe de bandy non officiel à Davos en Suisse pour fêter les 100 ans du Championnat d'Europe de bandy 1913. La République tchèque est l'un des pays qui y a participé avec la Hongrie, les Pays-Bas et l'Allemagne. Les matchs se jouaient à l'Eisstadion Davos à Davos. L'équipe nationale a participé au Championnat du monde de bandy 2016.

## Sources
1. ↑  ”Bandytipset”. http://www.geocities.com/bandytips/English/Czechoslovakia.html.
2. ↑  Vierlanden toernooi bandy te Davos
3. ↑  Bandy turnering i Davos